# إي. إم. واشنطن
إي. إم. واشنطن (بالإنجليزية: E. M. Washington)‏ هو مزور فني ‏ أمريكي، ولد في 1962.